# Тукумкері (Нью-Мексико)
Тукумкері (англ. Tucumcari) — місто (англ. city) на південному заході США, адміністративний центр округу Квей штату Нью-Мексико. Населення — 5278 осіб (2020).

## Географія
Тукумкері розташоване за координатами 35°10′13″ пн. ш. 103°42′14″ зх. д. / 35.17028° пн. ш. 103.70389° зх. д. (35.170248, -103.703934).  За даними Бюро перепису населення США в 2010 році місто мало площу 24,61 км², з яких 24,58 км² — суходіл та 0,03 км² — водойми.

### Клімат
| Клімат : Тукумкері      | Клімат : Тукумкері | Клімат : Тукумкері | Клімат : Тукумкері | Клімат : Тукумкері | Клімат : Тукумкері | Клімат : Тукумкері | Клімат : Тукумкері | Клімат : Тукумкері | Клімат : Тукумкері | Клімат : Тукумкері | Клімат : Тукумкері | Клімат : Тукумкері | Клімат : Тукумкері |
| Показник                | Січ.               | Лют.               | Бер.               | Квіт.              | Трав.              | Черв.              | Лип.               | Серп.              | Вер.               | Жовт.              | Лист.              | Груд.              | Рік                |
| Абсолютний максимум, °C | 26,7               | 28,3               | 33,3               | 36,1               | 39,4               | 42,8               | 41,7               | 41,7               | 40,0               | 36,1               | 30,6               | 27,8               | 42,8               |
| Середній максимум, °C   | 11,5               | 14,2               | 18,3               | 22,4               | 27,2               | 32,2               | 33,9               | 32,6               | 28,8               | 23,5               | 16,4               | 11,7               | 22,7               |
| Середній мінімум, °C    | −5,1               | −2,7               | 1,1                | 5,3                | 10,7               | 15,7               | 17,9               | 17,1               | 12,9               | 6,7                | 0,2                | −4,3               | 6,3                |
| Абсолютний мінімум, °C  | −30                | −26,7              | −19,4              | −10                | −3,9               | 2,8                | 11,1               | 9,4                | −1,1               | −11,1              | −18,9              | −24,4              | −30                |
| Норма опадів, мм        | 10                 | 11                 | 21                 | 28                 | 47                 | 56                 | 67                 | 69                 | 43                 | 37                 | 19                 | 13                 | 421                |
| Днів з опадами          | 3,5                | 3,2                | 3,7                | 3,9                | 6,2                | 6,7                | 7,3                | 8,8                | 6,2                | 4,3                | 3,2                | 3,3                | 60,3               |
| Днів зі снігом          | 2,4                | 1,6                | 1,1                | 0,4                | 0,0                | 0,0                | 0,0                | 0,0                | 0,0                | 0,2                | 1                  | 2,3                | 9,0                |
| ----------------------- | ------------------ | ------------------ | ------------------ | ------------------ | ------------------ | ------------------ | ------------------ | ------------------ | ------------------ | ------------------ | ------------------ | ------------------ | ------------------ |
| Джерело:                |                    |                    |                    |                    |                    |                    |                    |                    |                    |                    |                    |                    |                    |

## Демографія
Згідно з переписом 2010 року, у місті мешкали 5363 особи в 2410 домогосподарствах у складі 1388 родин. Густота населення становила 218 осіб/км².  Було 2999 помешкань (122/км²).
Расовий склад населення:
| - 81,4 % — білих - 1,7 % — чорних або афроамериканців - 1,2 % — корінних американців - 1,2 % — азіатів - 0,1 % — вихідців з тихоокеанських островів - 10,2 % — осіб інших рас |

До двох чи більше рас належало 4,2 %. Частка іспаномовних становила 57,4 % від усіх жителів.
За віковим діапазоном населення розподілялося таким чином: 24,0 % — особи молодші 18 років, 57,3 % — особи у віці 18—64 років, 18,7 % — особи у віці 65 років та старші. Медіана віку мешканця становила 41,3 року. На 100 осіб жіночої статі у місті припадало 92,0 чоловіків;  на 100 жінок у віці від 18 років та старших — 85,2 чоловіків також старших 18 років.
Середній дохід на одне домашнє господарство  становив 34 747 доларів США (медіана — 24 891), а середній дохід на одну сім'ю — 44 468 доларів (медіана — 33 299). За межею бідності перебувало 22,8 % осіб, у тому числі 28,3 % дітей у віці до 18 років та 8,0 % осіб у віці 65 років та старших.
Цивільне працевлаштоване населення становило 1443 особи. Основні галузі зайнятості: освіта, охорона здоров'я та соціальна допомога — 34,8 %, роздрібна торгівля — 16,0 %, мистецтво, розваги та відпочинок — 10,0 %, будівництво — 10,0 %.

## Галерея

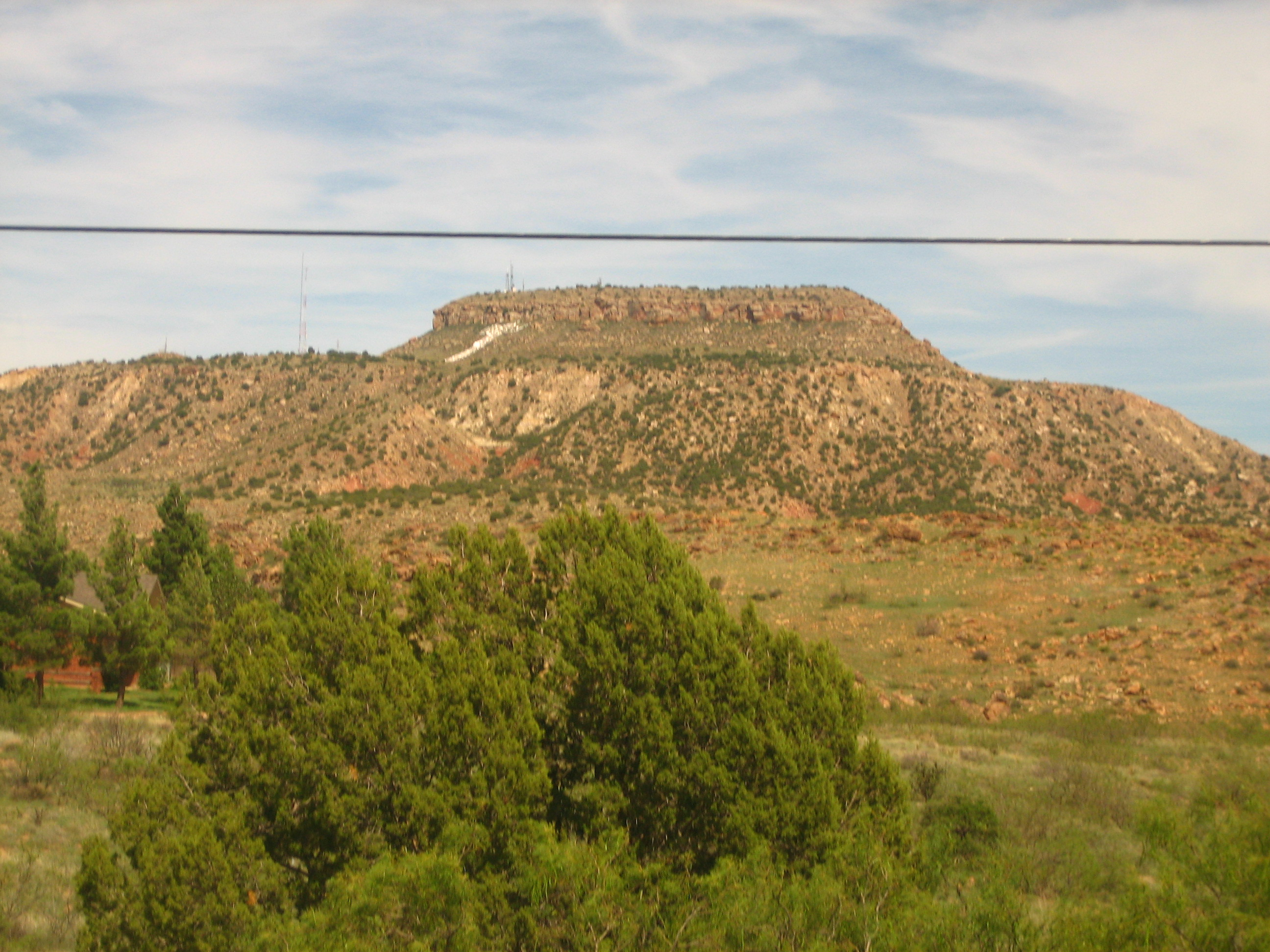
Гора Тукумкері
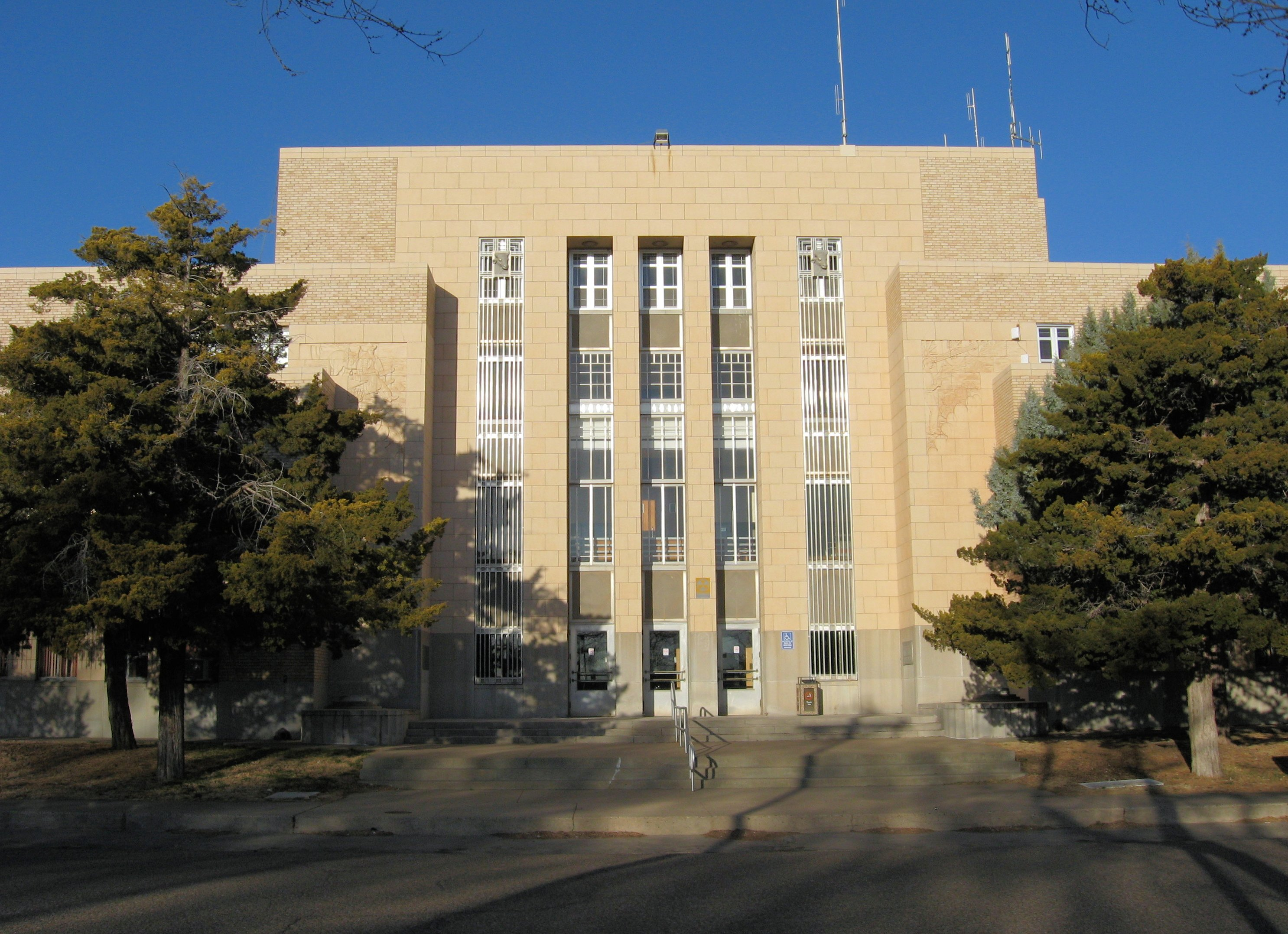
Будівля адміністрації округу Квей
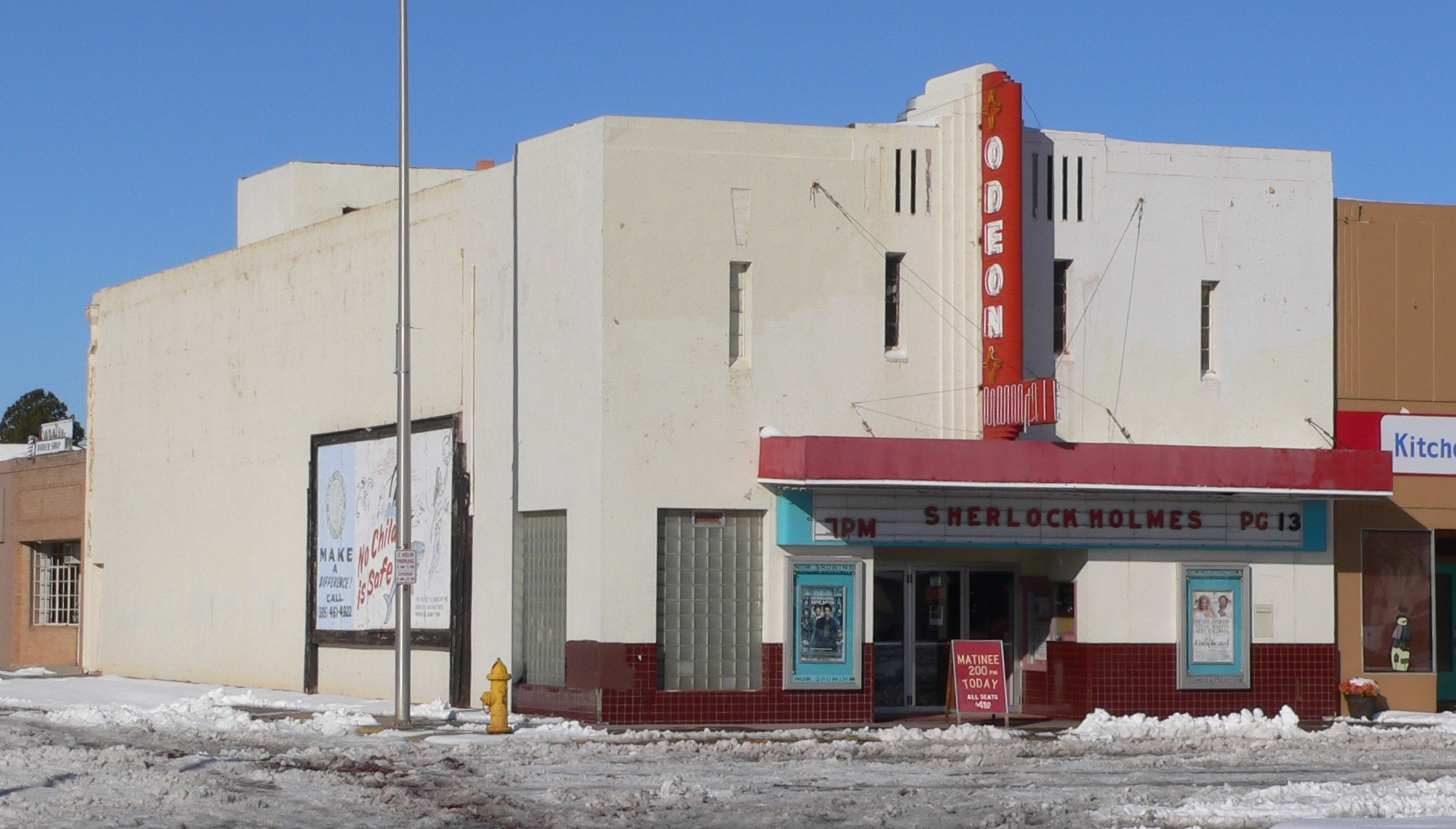
Театр «Одеон»
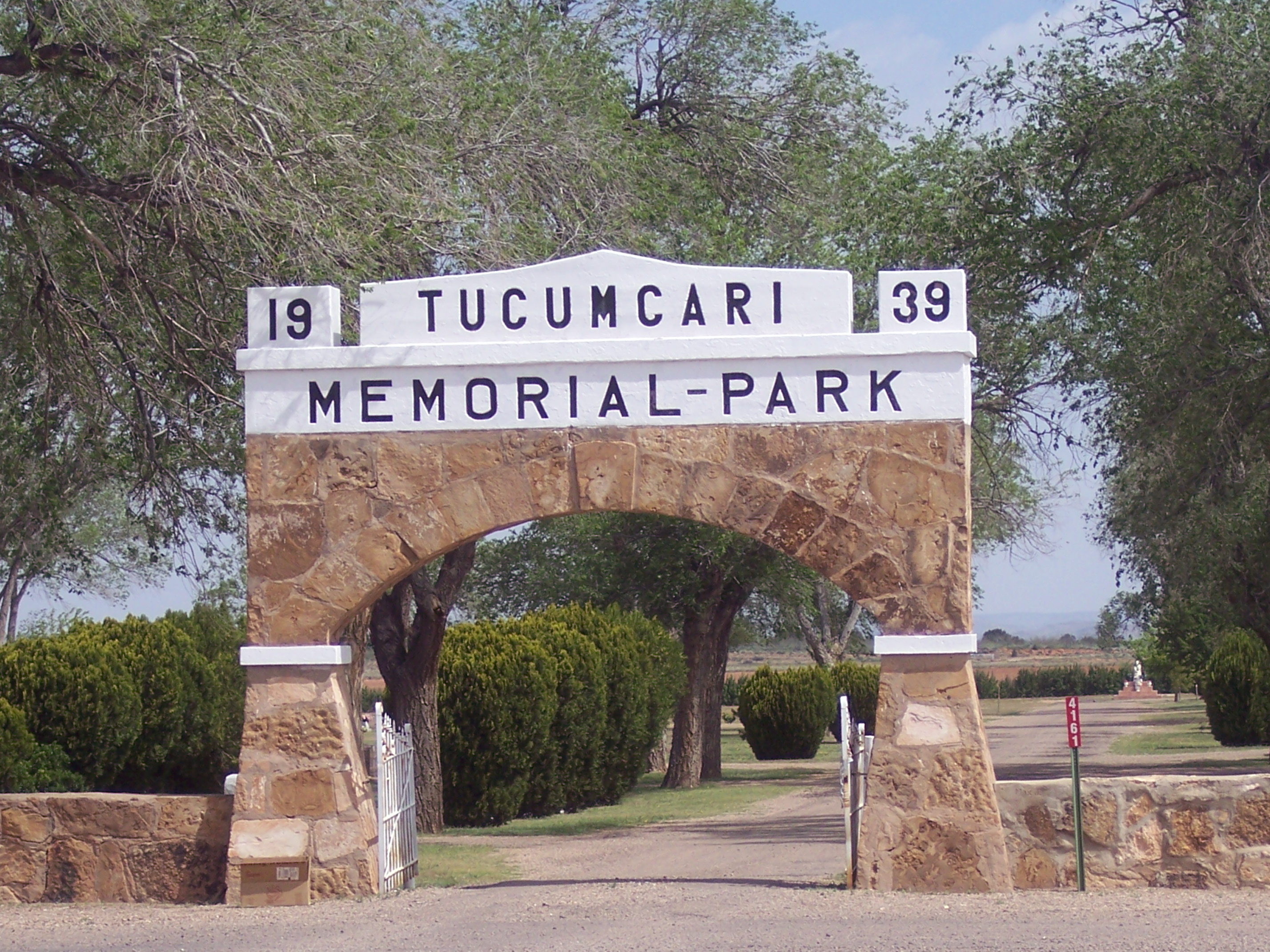
Ворота кладовища
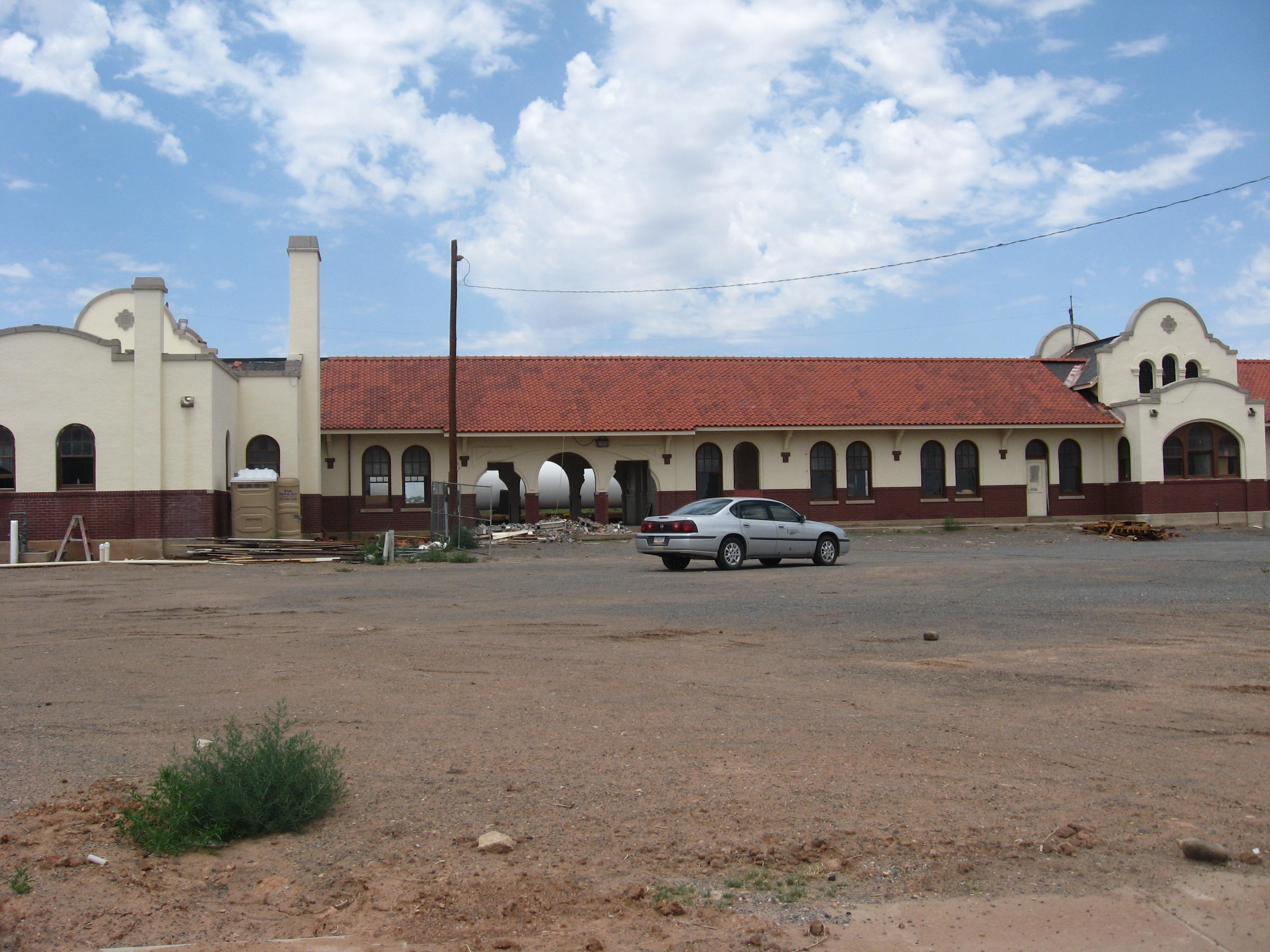
Вокзал
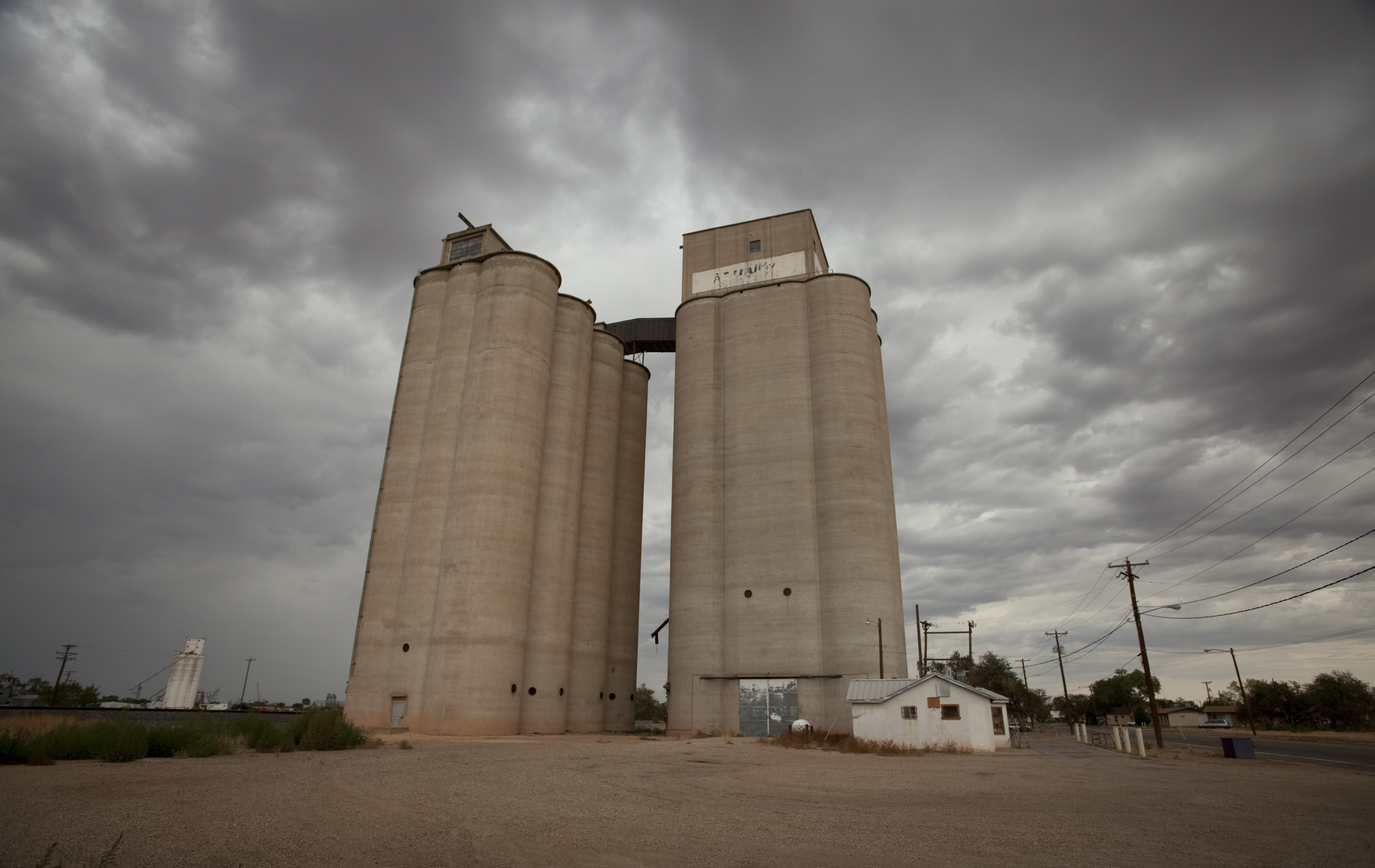
Зерновий елеватор